# Liaoningotitan sinensis
Liaoningotitan sinensis ("Titán de Liaoning")  es la única especie conocida del género extinto Liaoningotitan de dinosaurio saurópodo titanosauriano que vivió a principios del período Cretácico, hace aproximadamente entre 126 millones de años, entre el barremiense, en lo que es hoy Asia.Zhou y colabiçoradores en 2018 recuperan a Liaoningotitan como un Somfospondilo titanosauriforme más derivado que Euhelopus. Liaoningotitan es uno de los dos titanosauriformes de la Formación Yixian de Liaoning, el otro es Dongbeititan. Estas dos formas coexistieron con dinosaurios emplumados en el ambiente lacustre del Cretácico temprano de Liaoning actual.
Las características distintivas de Liaoningotitan incluyen un margen ventral del maxilar convexo, una fila de dientes superiores que es corta y está posicionada anteriormente. Una extensión anterior de la yugal que casi alcanza el nivel del margen anterior de la fenestra antorbital, un ala cuadrática básicamente restringida del pterigoideo. Dientes superiores imbricados, con coronas espatuladas estrechas que tienen forma de D en sección transversal, y sin surcos labiales ni dentículos. Nueve dientes inferiores reducidos y no imbricados, coronas asimétricas de dientes inferiores que son de forma elíptica en sección transversal, con surcos y crestas linguales y una corona basal lingualmente bulbosa. Una expansión proximal del húmero que es aproximadamente el 54,9% de la longitud del húmero y un ilion con un proceso preacetabular puntiagudo.